# Peligro nuclear
 Peligro nuclear  es una película de Argentina filmada en colores dirigida por Milos Twilight que se produjo en 1999 y que fue estrenada en el Reino Unido, Europa, Canadá, Japón y Sudáfrica. Tuvo como actores principales a Víctor Laplace, Carolina Papaleo, Enrique Liporace y Marcela López Rey. La película permanece inédita en Argentina.

## Sinopsis
Un hombre cuyo padre argentino murió en la Guerra de las Malvinas decide tomar el edificio del Congreso de Argentina reteniendo como rehenes al embajador británico, el vicepresidente y los parlamentarios exigiendo a cambio de su liberación que se pague la deuda que considera  tiene el estado con los excombatientes.

## Reparto

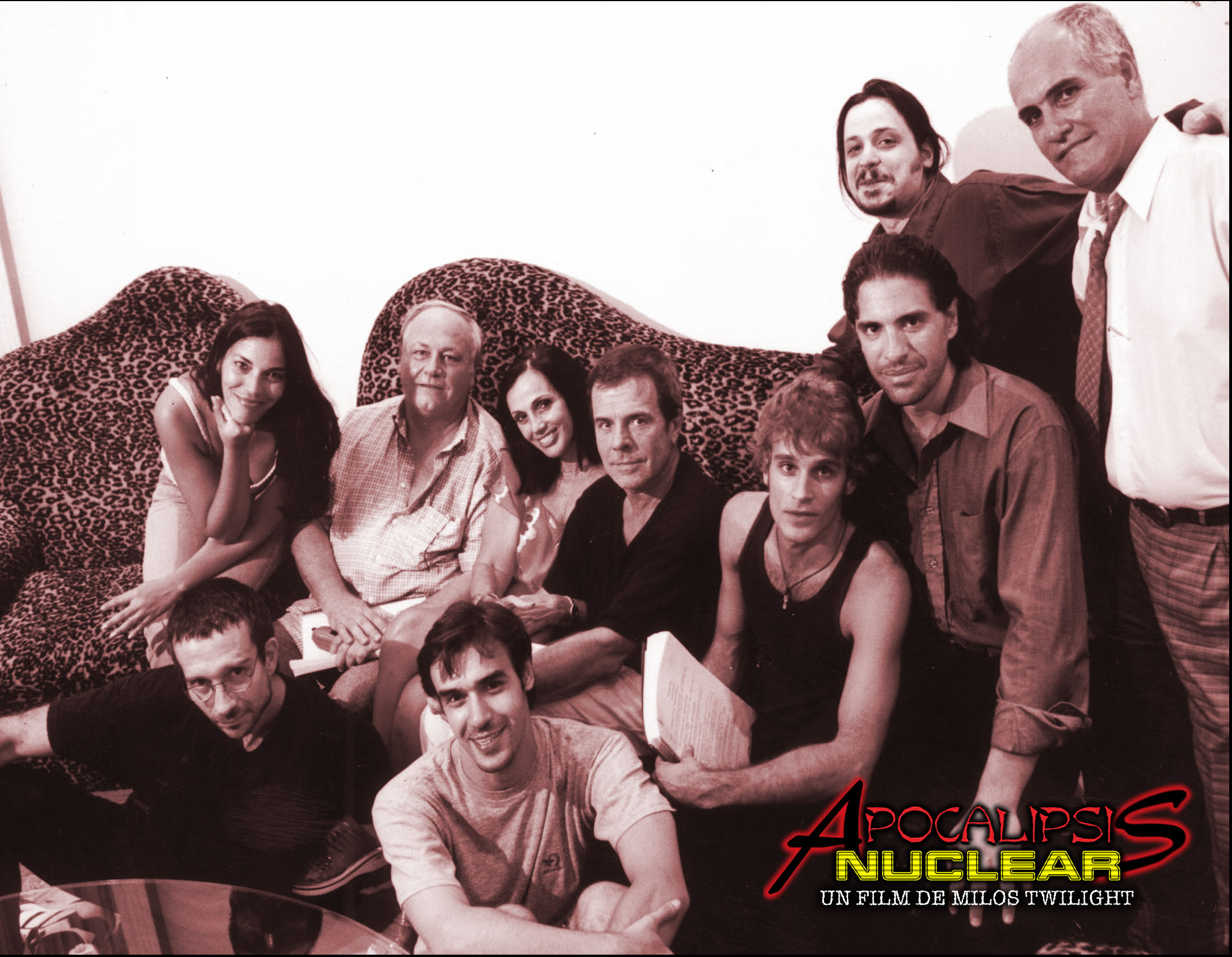
Elenco de Peligro Nuclear

- Víctor Laplace
- Emiliano Lozano
- Carolina Papaleo
- Enrique Liporace
- Marcela López Rey
- Martín Neglia
- Jorge Román
- Audry Gutiérrez Alea
- Rodrigo Aragón
- Sandra Smith
- Iván Velazco
- Paula Volpe
- María Gabriela Epumer
- Señorita Lee
- Bahiano
- Andrea Estévez